# Плзењски крај
Плзењски крај (чеш. Plzeňský kraj) је један од 13 чешких крајева, највиших подручних управних јединица у Чешкој Републици. Управно седиште краја је град Плзењ, а други већи градови на подручју овог краја су Клатови и Рокицани.
Површина краја је 7.561 км², а по процени са почетка 2009. г. Плзењски крај има 549.618 становника.

## Положај
Плзењски крај је смештен у западном делу Чешке и погранични је на западу.
Са других страна њега окружују:
- ка северу: Карловарски крај
- ка североистоку: Устечки крај
- ка истоку: Средњочешки крај
- ка југу: Јужночешки крај
- ка западу: Немачка

## Природни услови
Плзењски крај припада историјској покрајини Бохемија. Крај обухвата брдско и планинско подручје у сливу реке Бероунке и њених притока. На јужној граници округа издиже се планински венац Шумава, највиши у западном делу земље.

## Становништво
По последњој званичној процени са почетка 2009. г. Плзењски крај има 549.618 становника. Последњих година број становника полако расте.

## Подела на округе и важни градови

### Окрузи
Плзењски крај се дели на 7 округа (чеш. Okres):
1. Округ Домажлице - седиште Домажлице,
2. Округ Клатови - седиште Клатови,
3. Округ Плзењ-град - седиште Плзењ,
4. Округ Плзењ-југ - седиште Плзењ,
5. Округ Плзењ-север - седиште Плзењ,
6. Округ Рокицани - седиште Рокицани,
7. Округ Тахов - седиште Тахов.

### Градови
Већи градови на подручју краја су:
- Плзењ - 95.000 становника.
- Клатови - 23.000 становника.
- Рокицани - 14.000 становника.
- Тахов - 13.000 становника.
- Сушице - 12.000 становника.
- Домажлице - 11.000 становника.

## Додатно погледати
- Чешки крајеви
- Списак градова у Чешкој Републици